# ロンドン・ヴィクトリア駅

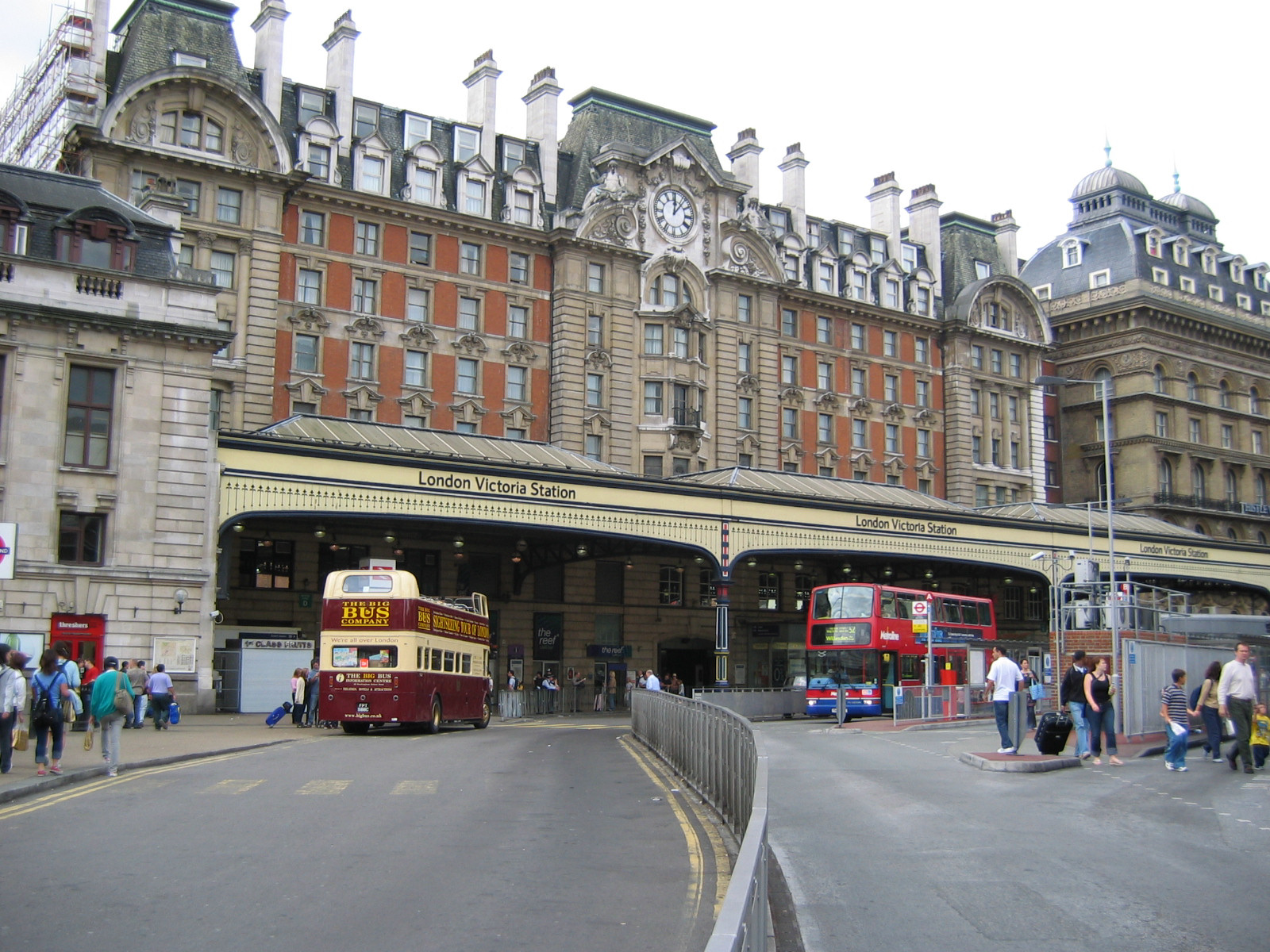
駅舎　西側

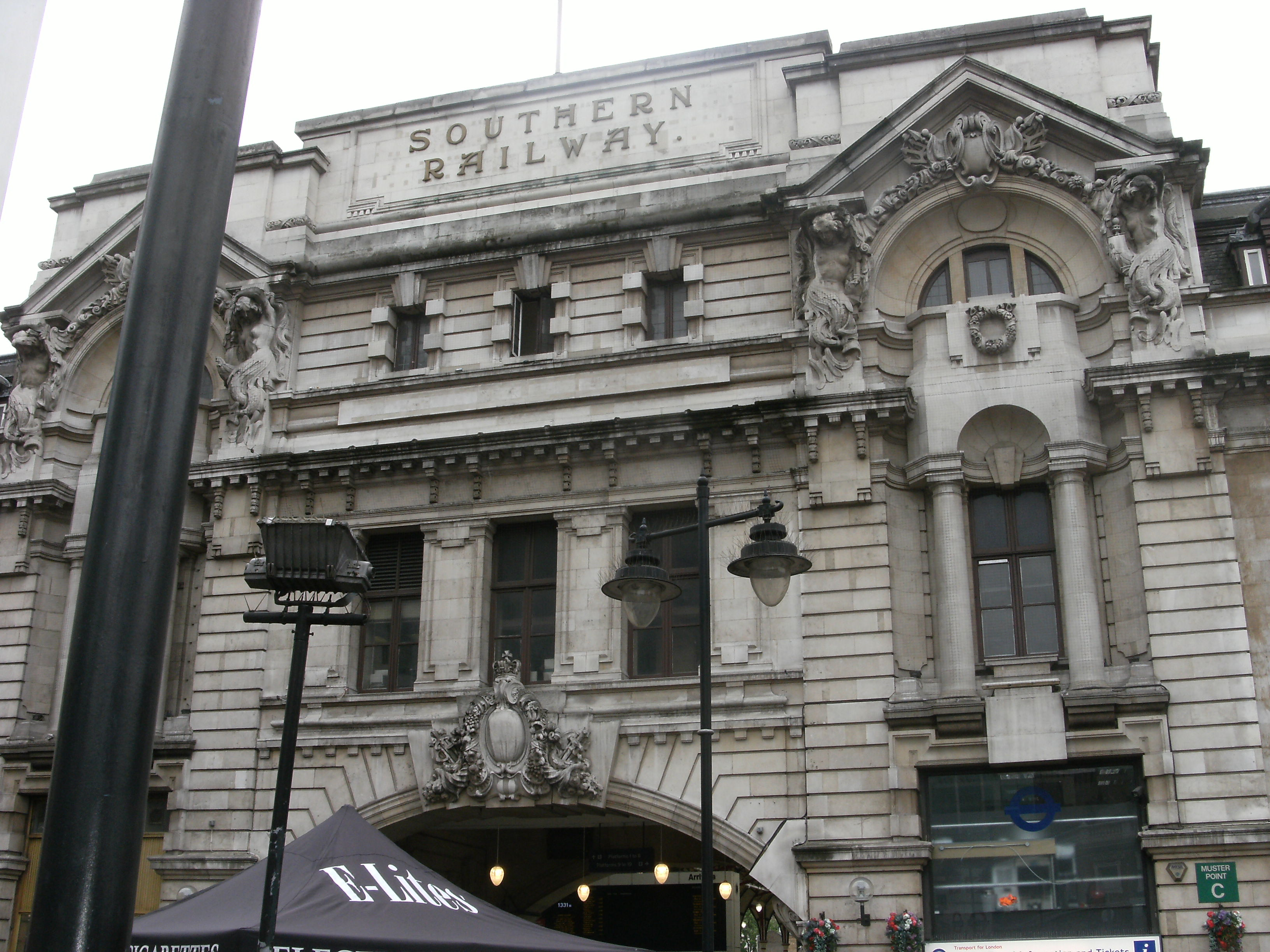
駅舎　東側

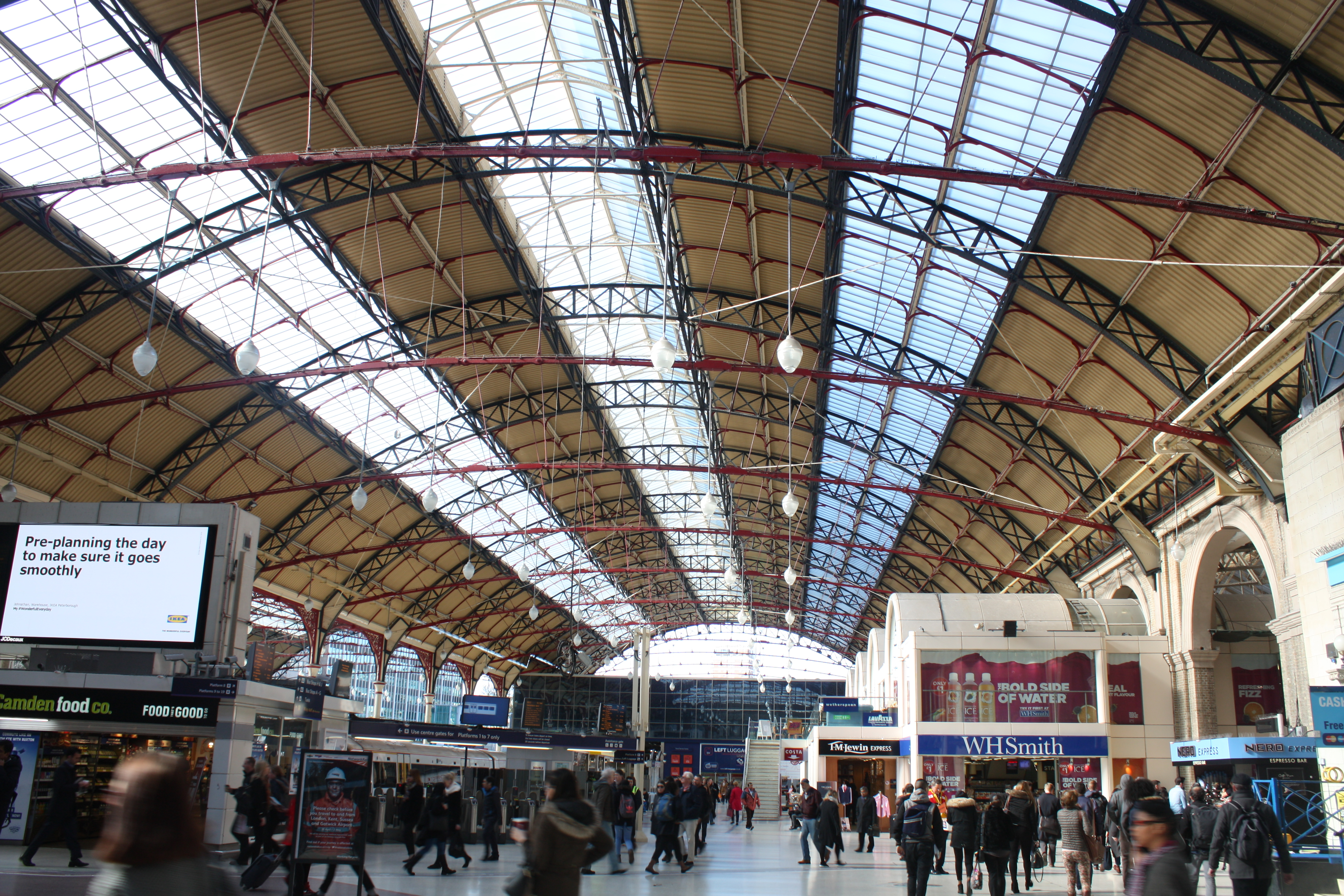
駅構内

ロンドン・ヴィクトリア駅（ロンドン・ヴィクトリアえき、英語: London Victoria station）は、ロンドン・シティ・オブ・ウェストミンスターにあるナショナル・レールおよびロンドン地下鉄の鉄道駅である。運賃区分はトラベルカード (Travelcard) ゾーン1に含まれる。

## 概要
ナショナル・レールとしての当駅の正式名称は「ロンドン・ヴィクトリア駅」であり、イギリス全体でこの呼称が認知されているが、ロンドン市民がこの名前で呼ぶことは稀であり、大抵ヴィクトリア駅とだけ呼称される。イギリスの鉄道駅として、乗降客数はウォータールー駅に次いで多い。
ヴィクトリア駅は隣接した2つの駅を一体化したもので、西側と東側では駅舎の外観や内部の構造に違いがある。西側は1860年、東側は1862年に開業した。
駅東部分のプラットホーム（1 - 8番線）はカンタベリー、ドーヴァー方面の電車が、駅西側のプラットホーム（9 - 19番線）はガトウィック空港やブライトン方面の電車が入線する。ただしこの区分は必ずしも厳密なものではなく、ラッシュ時や遅延発生時などには別方面のプラットホームへの柔軟な入線が認められている。西側のブライトン方面行きは東側のドーヴァー方面行きに比べて入線頻度が高く、それゆえ時間によってはドーヴァー方面行きのプラットホームに入線することもある。
また、東側プラットホームの2番線は「ベニス・シンプロン・オリエント・エクスプレス」（VSOE）のホームとして利用されており、当駅の中で最も長いプラットホームを持つ。

## 地下鉄駅

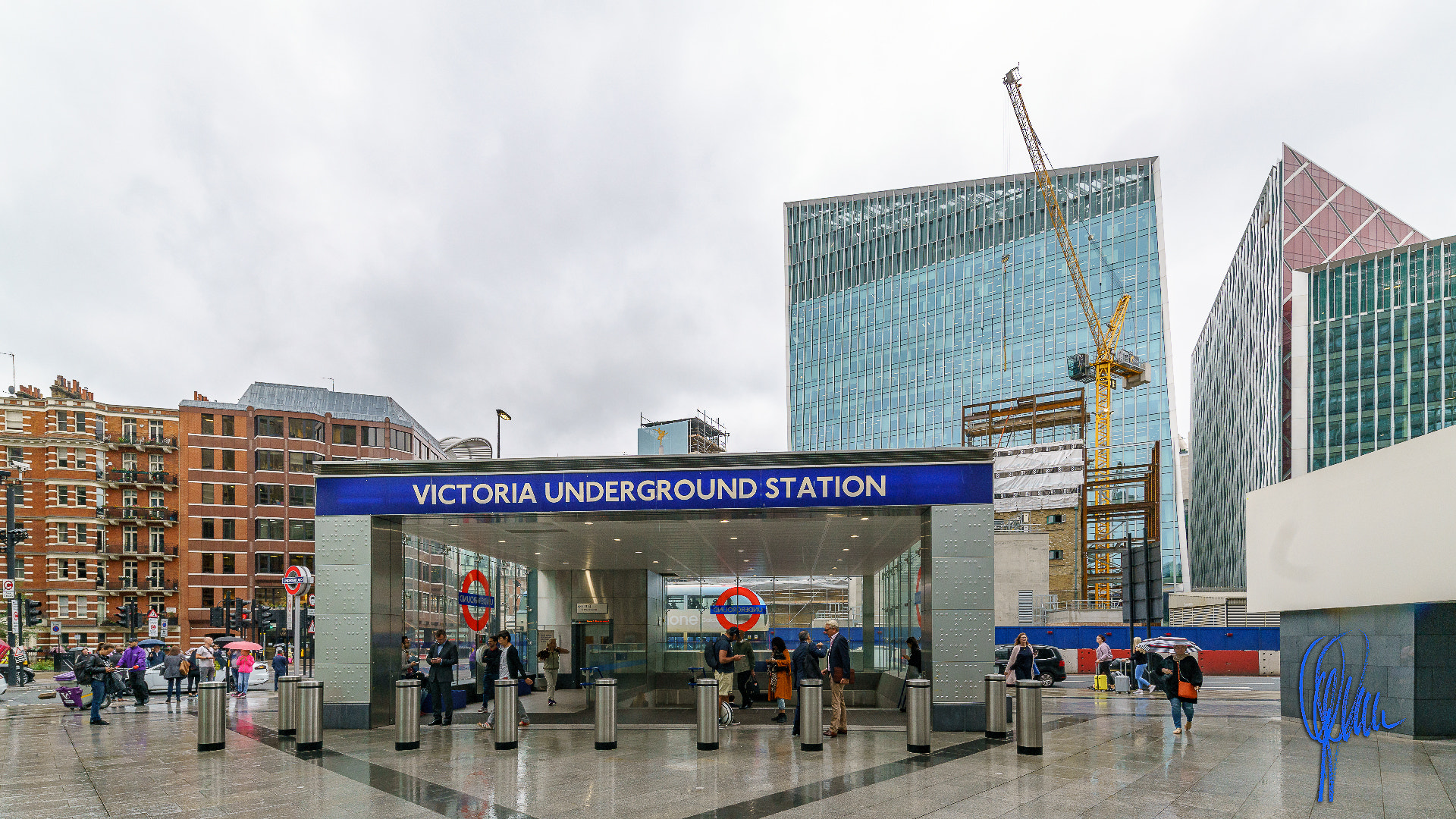
地下鉄　入口

ロンドン地下鉄での呼称は「ヴィクトリア駅」である。ナショナル・レールの駅の北隣に位置し、南北に走るヴィクトリア線とディストリクト線およびサークル線の駅となっている。

## 駅周辺
- ヴィクトリア・コーチステーション - 300m程南西にある、ロンドン最大の長距離バスターミナルである。

## 隣の駅
ナショナル・レール
■サウスイースタン
キャットフォード・ループ線
ヴィクトリア駅 - デンマーク・ヒル駅
チャタム本線（Herne Hill経由）
ヴィクトリア駅 - ブリクストン駅またはブロムリー・サウス駅
■サザン（ゴヴィア・テムズリンク・レールウェイ）
ブライトン本線
ヴィクトリア駅 - バタシー・パーク駅またはクラパムジャンクション駅
■ガトウィック・エクスプレス（ゴヴィア・テムズリンク・レールウェイ）
ヴィクトリア - ガトウィック空港 - ブライトン
ヴィクトリア駅 - ガトウィック空港駅
■ベニス・シンプロン・オリエント・エクスプレス
ロンドン - パリ - ヴェネツィア
ヴィクトリア駅 - フォークストン・ウェスト駅
ロンドン地下鉄
■ヴィクトリア線
グリーン・パーク駅 - ヴィクトリア駅 - ピムリコ駅
■ディストリクト線
スローン・スクウェア駅 - ヴィクトリア駅 - セント・ジェームズ・パーク駅
■サークル線
スローン・スクウェア駅 - ヴィクトリア駅 - セント・ジェームズ・パーク駅